# Bioestratinomía

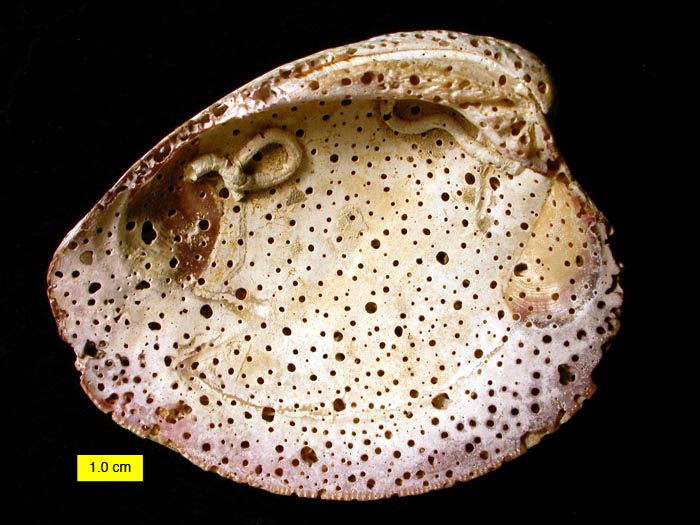
Concha de Mercenaria mercenaria afectada por bioerosión y por la acción de organismos incrustantes. Estos fenómenos se producen en la fase bioestratinómica.

La bioestratinomía es el estudio de los procesos tafonómicos que acontecen desde el momento en que se genera un resto susceptible de convertirse en fósil hasta que se produce su enterramiento. Puede haber restos que fosilicen sin haber sufrido ninguna alteración bioestratinómica (por ejemplo, los de organismos que habiten en el interior de un sedimento). Los procesos bioestratinómicos son variados: descomposición, bioerosión, necrocinesis (desplazamiento de los restos una vez muerto el organismo), disolución, etc.
Los procesos tafonómicos posteriores al enterramiento forman parte del campo de la  fosildiagénesis.